# 凌文海
凌文海，BBS，MH，JP（1946年—），為前麗的電視及亞洲電視男演員。他早年就讀培僑中學和漢華中學（1966年中五）。自1994年起凌文海曾擔任香港西貢區議會（將軍澳德富選區及厚德選區）議員，並於2019年擔任西貢區議會副主席，直至2019年不再連任區議員，目前、凌文海仍是擔任新界東選區區議員年資最久（長達26年）的前藝人。

## 參演劇集（麗的電視/亞洲電視）
- 1977年 電視人 飾 楊大偉
- 1978年 追族 飾 張探長
- 1978年 變色龍 飾 麥漢
- 1979年 新變色龍 飾 麥漢
- 1979年 俠盜風流 飾 煙霞國國王
- 1979年 天蠶變 飾 諸葛明
- 1979年 天龍訣 飾 花別離
- 1979年 怒劍鳴 飾 逍遙天尊
- 1980年 湖海爭霸錄 飾 劉承志
- 1980年 大地恩情 飾 小張
- 1980年 大內群英 飾 白泰官
- 1981年 武俠帝女花 飾 洪承疇
- 1981年 蕩寇誌 飾 孫越
- 1982年 陳真 飾 方志雄
- 1982年 琥珀青龍 飾 九幽侯
- 1983年 劍仙李白 飾 楊國忠
- 1985年 萍蹤俠影錄 飾 也先
- 1985年 諸葛亮 飾 諸葛玄
- 1986年 秦始皇 飾 淳于越
- 1986年 白髮魔女傳 飾 袁崇煥
- 1988年 錦衣衛 飾 徐福
- 1988年 滿清十三皇朝 飾 布占泰
- 1989年 滿清十三皇朝 飾 年羹堯
- 1990年 他來自屯門 飾 區議員
- 1990年 香港奇案 飾 阿SIR
- 1991年 裁決-誰憐赤子心 飾 臨床心理學家醫生
- 1991年 大都會鄉里 飾 警官
- 1992年 滿清十三皇朝之皇城爭霸 飾 李鴻章
- 1992年 摩登七十二家房客
- 2010年-2011年 香港GoGoGo 飾 李鼎

## 家庭
凌文海的父親凌宏仁，曾擔任西貢公立學校校長，六七暴動期間因參與西貢鬥委會，而被政治部拘捕，關押於摩星嶺集中營。

## 政治生涯
凌文海曾加入香港協進聯盟（港進聯）。2005年，港進聯與民主建港聯盟合併成為民主建港協進聯盟（民建聯），凌文海隨即加入民建聯。凌文海自1994年起擔任西貢區議員，至2019年不再連任。
2007年，凌文海獲授榮譽勳章。
2013年，凌文海獲授銅紫荊星章。
| 議會席位 | 議會席位                                                | 議會席位      |
| -------- | ------------------------------------------------------- | ------------- |
| 首任     | 西貢區議會 德富選區區議員 1994年10月1日－1999年12月31日 | 選區重組      |
| 首任     | 西貢區議會 厚德選區區議員 2000年1月1日－2019年12月31日  | 繼任： 王卓雅 |